# مريانا مراش
مَريَانَا بنت فَتح الله بن نَصر الله مَرَّاش (1848-1919) تُعرف أيضاً باسم مَريَانَا المَرَّاش أو مَريَانَا مَرَّاش الحَلبيّة، كاتبةٌ وشاعرة سوريّة، ولدت وتوفيت في مدينة حلب السوريّة. برزت مريانا مرَّاش خلال حركة النهضة العربيّة، إذ تُعتبر من أوائل النساء اللواتي كتبن في الصحف العربيّة،  كما كانت أول كاتبة سوريّة تقوم بنشر مجموعة شعريّة. أعادت مريانا مرَّاش إحياء تقليد الصالونات الأدبيّة في الشرق الأوسط.

## حياتها

### طفولتها وتحصيلها العلميّ
ولدَت مريانا مراش في مدينة حلب التابعة آنذاك لسوريا العُثمانيّة، لعائلة تتبع الطائفة الملكانيّة، كانت عائلتها تعمل في التجارة وكان لها اهتماماتٌ أدبيّة. كانت قد تأسَّست وترسَّخت عائلة المرّاش في الأوساط الحلبيّة بعد جمعها لثروة طائلة خلال القرن الثامن عشر،  عانت العائلة من عدّة مشكلات آنذاك، فقد قتل بطرس مرَّاش، قريبُ مريانا مراش على يد الأصوليّين من الروم الأرثوذكس في أبريل/نيسان 1818. كما طُرِّد الكاثوليك المالكانيّين من مدينة حلب خلال اضطهاد تعرَّضوا له آنذاك، ومن بينهم القس جبرائيل مرَّاش. حاول والد مريانا مراش، فتح الله المرّاش نزع فتيل النزاع الطائفيّ عبر كتابة أطروحة عام 1849. اهتمّ فتح الله المرّاش والد مريانا بالقراءة، فجمع خلال حياته مكتبةً كبيرةً خاصّة به ليُعلِّم من خلالها أولاده الثلاثة فرنسيس وعبد الله ومريانا مراش، ولاسيّما في مجال اللغة العربيّة والأدب. قالت الكاتبة والباحثة الغربيّة في الأدب العربيّ مارلين بوث أن والدة مريانا مراش تنحدر من «عائلة الأنطاكي الشهيرة»، وقد كانت إحدى أقارب رئيس الأساقفة ديمتريوس أنطاكي.
كانت حلب آنذاك مركزاً فكرياً رئيسياً للإمبراطوريّة العثمانيّة، إذ ضمَّت في ذلك الوقت العديدَ من المفكرين والكتّاب المهتمين بمستقبل العرب. تعلّمت عائلة مرَّاش اللغتين العربيّة والفرنسيّة ولغات أجنبيّة أُخرى (كاللاتينيّة والإنجليزيّة)، في مدارس التبشير الفرنسيّة. تعلّمت مريانا مراش في وقت لم تتلقين النساء في الشرق الأوسط تعليماً بشكل كبير، إذ مثَّل تعليم والدي مريانا مراش لمريانا تحدياً للاعتقاد السائد آنذاك بأنه لا يجب تعليم الفتيات، وقد قالت مارلين بوث عن تلك الفترة بأن الوضع وصل آنذاك إلى حد أنه «لا ينبغي على الفتاة أن تجلس في غرفة استقبال [الضيوف] الرجال». وهكذا، سجّل فتح الله المرّاش ابنته ذات الأعوام الخمس في مدرسة مارونيّة. وتلقَّت أيضاً التعليم على يد راهبات القديس يوسف في حلب. أخيراً، ذهبت مريانا مراش إلى المدرسة الإنجليزيّة في بيروت. وإضافةً إلى التعليم الرسميّ في المدارس السابقة، فقد احتكّت مريانا مراش بالثقافات الفرنسيّة والأنجلوساكسونيّة، ودرست على يد والدها وإخوتها، لاسيّما مادة الأدب العربيّ. ذكرت أول سيرة ذاتيّة لمريانا مراش أنها تفوّقت في مواد اللغة الفرنسيّة والعربيّة والرياضيّات، وأنها كانت تعزف على آلة البيانو  والقانون وتغني بشكل جميل.
كتب المؤرخ الحلبيّ محمد راغب الطبّاخ أنها كانت إحدى الشخصيّات الفريدة في مدينة حلب، إذ يقول: «فنظر الناس إليها بغير العين التي ينظرون بها إلى غيرها»،  ويكمل قائلا: «وتهافت الشبان على طلب يدها»، إذ أنه ورغم تقدَّم الكثير من الشباب لخطبتها، إلا أنها آثَرَت في البداية أن تبقى عزباء. إلا أنها اقتنعت بالزواج بعد وفاة والدتها، وتزوَّجت من حبيب الغضبان، سليل العائلة المسيحيّة المحليّة. وقد أنجبا ثلاثة أطفال، فتاتين وولد.

### مسيرتها الأدبيّة

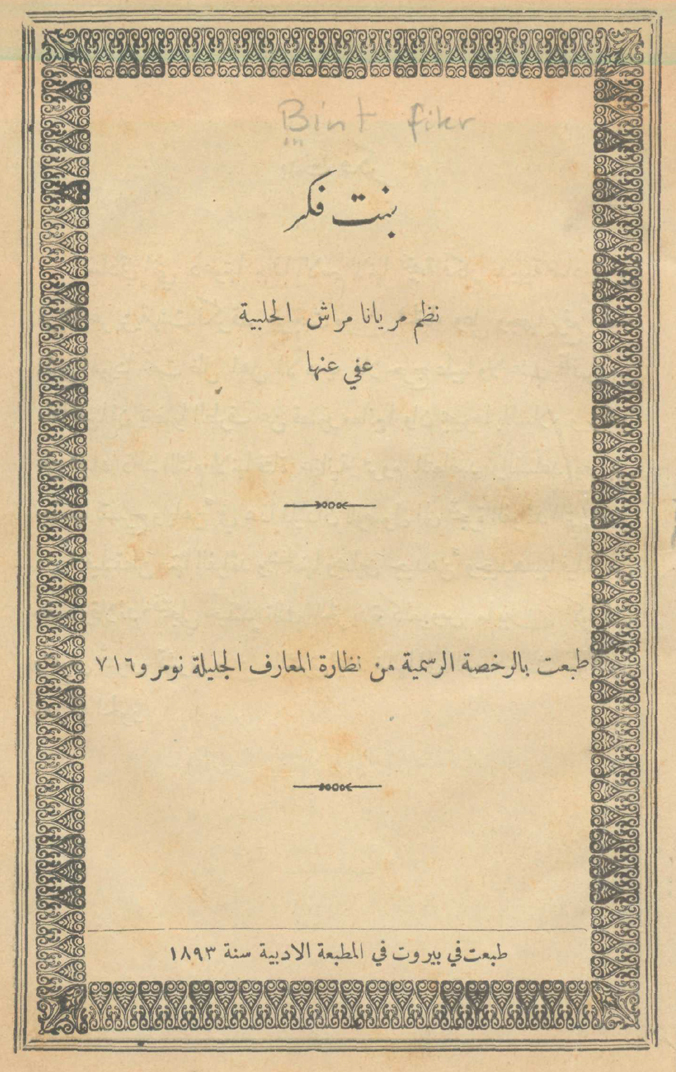
صفحة عنوان كتاب بنت فكر لمريانا مرّاش.

بدأت مرّاش أوائل سبعينات القرن التاسع عشر بكتابة مقالات وقصائد للجرائد الدوريّة، ولاسيّما الجنان ولسان الحال في بيروت. انتقدت مريانا مراش في مقالاتها ظروف المرأة العربيّة، إذ حثَّت النساء العربيّات - بغض النظر عن انتمائتهن الدينيّة - على السعي للحصول على التعليم والتعبير عن أنفسهنّ في الأمور التي تهمّهن. نشرت مريانا مراش مجموعتها الشعريّة بنت فكر في بيروت عام 1893، إذ كانت مريانا قد حصلت على إذن الحكومة العثمانيّة لطبع كتابها بعد أن ألَّفت قصيدة تمجّد السلطان عبد الحميد الثاني. كما ألَّفت مريانا بعض قصائد المديح الأخرى، أشادت فيها بالحكّام العثمانيّين لحلب. كان أسلوب شعرها أكثر تقليديّة بالمقارنة مع أشعار شقيقها فرنسيس، كما يتَّضح من قصيدة الرثاء التي كتبتها لشقيقها فرنسيس بعد وفاته؛ قرأت مريانا الكثير من الشعر الرومانسيّ الفرنسيّ من مكتبة والدها، ولاسيّما ألفونس دي لامارتين وألفريد دي موسيه. يقول سامي الكيالي عن مرّاش أنه كان ظهور كتابة امرأة في الصحافة وتأليف الشعر في هذه الحقبة المظلمة حدثاً بارزاً، واعتبر ظهور مريانا مرّاش «في هذه الليالي المظلمة كنجم ساطع في وسط السموات».

### أعمالها غير الأدبيّة
تضمن أعمال مريانا مرّاش غير الأدبيّة، كتاباً عن تاريخ سوريا آواخر العهد العثمانيّ، بعنوان تاريخ سوريا الحديث، وقد كان هذا أول كتاب يتحدَّث عن هذا الموضوع.

### صالون مريانا مرّاش
اشتهرت مريانا مرّاش بسبب الصالون الأدبيّ الذي افتتحته في منزلها. كانت مريانا قد سافرت سابقاً إلى أوروبا مرّة واحدة، وأعجبت بما شهدته من الحياة الأوروبيّة هناك. يقول الأكاديميّ جوزيف زيدان عن مريانا مرَّاش بأنه لدى عودتها إلى حلب، حوّلت مريانا منزلها إلى مكان لالتقاء عدد من الكتّاب المشهورين بشكل منتظم، وقد أثمرت هذه اللقاءات صداقات عديدة بين هؤلاء الكتُّاب، وأن هذه اللقاءات اشتملت على مناقشة القضايا الأدبيّة وموسيقيّة وسياسيّة واجتماعيّة.
و بحسب زيدان، لا يوجد أي أدلة تدعم فرضيّة تأسيس مريانا مرّاش لصالونها الثقافيّ بعد مشاهدتها لصالونات شبيهة في أوروبا، رغم كل ما سبق. على أي حال، لم تبدأ مريانا مرّاش من الصفر في هذا الأمر باعتبار أن «معظم المشاركين كانوا زوَّاراً منتظمين لمنزل العائلة، حيث اعتادوا على لقاء والدها وأخويها». ضمّ أعضاء صالون مريانا مرّاش مثقفين حلبيّين شهيرين من كلا الجنسين،  إضافةً إلى سياسيّين وأعضاء في السلك الدبلوماسيّ الأجنبيّ. التزمت مريانا مرَّاش خلال هذه النقاشات الثقافيّة بالخطاب الفكريّ، كما تخلَّل هذه الجلسات الغناء والعزف على آلة القانون. وصف أنطوان شعراوي الأمسيات التي قضاها في صالون مريانا، بأن مريانا كانت ترتدي فساتين سوداء أو بيضاء بالكامل كانت قد اشترتها من باريس، وأن هذه اللقاءات في الصالون كانت مسائيّة ومختلطة، وقد نُوقشت خلال هذه اللقاءات مواضيع أدبيّة متنوّعة جداً كالمعلَّقات وأعمال فرانسوا رابليه. كما تضمّنت لقاءات الصالون لعب الشطرنج والورق، كما أُقيمت خلالها مسابقات شعريّة. يضيف شعراوي أيضاً بأن هذه اللقاءات اشتملت على الغناء والرقص والاستماع إلى الموسيقى عبر الفونوغراف، إضافةً إلى شرب النبيذ والعرق. إلا أن أستاذ تاريخ الفن في جامعة كاليفورنيا في دافيس هيجنار زيتيليان واتنبو يُشكِّكُ في صحّة وصف الشعراويّ لجلسات صالون مريانا مرّاش، ويقول أنه مُلفَّقٌ إلى حدٍ ما.

## أعمالها

### الكتب
بدأت مرّاش أوائل سبعينات القرن التاسع عشر بكتابة مقالات وقصائد للجرائد الدوريّة، ولاسيّما «الجنان» و«لسان الحال» في بيروت.
| العام | عنوان الكتاب       | النوع        |
| ----- | ------------------ | ------------ |
| 1893  | بنت فكر            | مجموعة شعريّة |
| -     | تاريخ سوريا الحديث | تاريخ        |

### المقالات
- شامة الجنان في جريدة «الجنان» عام 1870.[27]
- جنون القلم في جريدة «الجنان» عام 1871.

## أقوال بعض الكتّاب
- قسطاكي حمصيّ «كانت مريانا مرامش رقيقة الشمائل، عذبة المنطق، طيبة العشرة، تميل إلى المزاح، وقد تمكن منها داءُ العُصاب في آخر سني حياتها حتى كانت تتمنى الموت كل ساعة»
- سامي الكيالي «عاشت مريانا حياتها في جو من النعم والألم، عاشت مع الأدباء والشعراء ورجال الفن وقرأت ما كتبه الأدباء الفرنسيين وأدباء العرب فتكونت لديها ثقافة تجمع بين القديم والحديث»

## وفاتها
توفيت مريانا مرَّاش عام 1919 في مدينة حلب، عن عمر يناهز 71 سنة.

### باللغة العربيّة
- عودات، حسين؛ الشكر، ياسين، 1997، الموسوعة الصحفية العربية، جامعة الدول العربية، المنظمة العربية للتربية والثقافة والعلوم، إدارة الثقافة.(ردمك 978-9973150455)
- دباغ، عائشة، 1972، الحركة الفكرية في حلب في النصف الثاني من القرن التاسع عشر ومطلع القرن العشرين، بيروت، دار الفكر.
- دي طرازي، فيليب؛ 1913، تاريخ الصحافة العربية، الجزء الثاني المطبعة الأدبية.

### باللغة الإنجليزيّة
- Ashour, Radwa; Ghazoul, Ferial J.; Reda-Mekdashi, Hasna, ed. (2008). Arab Women Writers: a Critical Reference Guide, 1873–1999. American University in Cairo Press. (ردمك 978-9774161469).
- Booth, Marilyn (2001). May Her Likes Be Multiplied: Biography and Gender Politics in Egypt. University of California Press. (ردمك 978-0520224209).
- كليفورد إدموند بوزورث؛ van Donzel, Emeri; برنارد لويس؛ شارل بلا، ed. (1991). Encyclopaedia of Islam. Volume VI. Brill. (ردمك 978-9004081123).
- Cooke, Miriam (2007). Dissident Syria: Making Oppositional Arts Official. Duke University Press. (ردمك 978-0822340355).
- Dorigo, Rosella, ed. (2000). Quaderni di studi arabi. Volume XVIII: Literary Innovation in Modern Arabic Literature. Herder.
- Ende, Werner; Steinbach, Udo, ed. (2010). Islam in the World Today: a Handbook of Politics, Religion, Culture, and Society. Cornell University Press. (ردمك 978-0801445712).
- Hafez, Sabry (1993). The Genesis of Arabic Narrative Discourse: a Study in the Sociology of Modern Arabic Literature. Saqi Books. (ردمك 978-0863561498).
- Halevi, Sharon; Zachs, Fruma (2015). Gendering Culture in Greater Syria: Intellectuals and Ideology in the Late Ottoman Period. I. B. Tauris. (ردمك 978-1-78076-936-3).
- Masters, Bruce (2001). Christians and Jews in the Ottoman Arab World: the Roots of Sectarianism. Cambridge University Press. (ردمك 0-521-80333-0).
- Somekh, Sasson (1992). "The Neo-classical Arabic poets". In Badawi, Mohammed Mustafa. Modern Arabic Literature. Cambridge University Press. (ردمك 978-0521331975).
- Watenpaugh, Heghnar Zeitlian (2010). "The Harem as Biography: Domestic Architecture, Gender and Nostalgia in Modern Syria". In Booth, Marilyn. Harem Histories: Envisioning Places and Living Spaces. Duke University Press. (ردمك 978-0822348580).
- Watenpaugh, Keith David (2006). Being Modern in the Middle East: Revolution, Nationalism, Colonialism, and the Arab Middle Class. Princeton University Press. (ردمك 978-0691121697).
- Zeidan, Joseph T. (1995). Arab Women Novelists: the Formative Years and Beyond. State University of New York Press. (ردمك 978-0791421727).

### باللغة الفرنسيّة
- Charon, Cyrille (1903). "L'Église Grecque Melchite Catholique. Chapitre VIII : persécutions d'Alep et de Damas (1817–1832)". Échos d'Orient. Volume VI.

### باللغة الألمانيّة
- Wielandt, Rotraud (1992). "Fransis Fathallah Marrashs Zugang zum Gedankengut der Aufklärung und der französischen Revolution". In van Gelder, Geert Jan; de Moor, Ed. The Middle East and Europe: Encounters and Exchanges. Rodopi Publishers. (ردمك 978-9051833973).

## وصلات خارجية
- ريادة مريانا مراش
- الشاعرة والكاتبة مريانا مراش
- صالونى مريانا مراش